# Columbus Short
Pour les articles homonymes, voir Short.
Columbus Keith Short, Jr. (né le 19 septembre 1982) est un chorégraphe et acteur américain. Il a entre autres chorégraphié la tournée de Britney Spears « The Onyx Hotel Tour » et a travaillé avec Brian Friedman pour l'émission de téléréalité So You Think You Can Dance. Il est connu particulièrement pour ses rôles dans les films tels que Stomp the Yard (Steppin') et Blindés.

## Biographie
Short est né à Kansas City, Missouri aux États-Unis, issu d'une famille qu'il décrit comme « musicale ». Il déménage à Los Angeles alors qu'il avait cinq ans et a immédiatement commencé à travailler dans un théâtre de jeunesse. Il a fréquenté la Marcos De Niza High School de Tempe, la AZ, la El Segundo High School, ainsi que de l'Orange County High School of the Arts avant de quitter pour joindre la tournée de Broadway of Stomp. Short fut marié, mais est maintenant divorcé. Le couple a un fils.

## Carrière
Alors qu'il en était à ses débuts, Columbus Short était danseur dans Street Dancers et, plus tard, il apparaît dans Admis à tout prix, avec Justin Long. Il a ensuite eu le rôle principal dans le vidéofilm Save the Last Dance 2, aux côtés de Izabella Miko et dans Stomp the Yard. Il est aussi apparu à deux reprises sur la chaîne Disney Channel Original Series dans l'émission Phénomène Raven, dans les séries Urgences et Amy.
En 2006, il a paru dans la série de NBC Studio 60 on the Sunset Strip dans le rôle de l'écrivain novice Darius Hawthorne. Il a été parmi les présentateurs du NAACP Image Award .
En 2007, Short joue dans le film This Christmas aux côtés de Chris Brown, Idris Elba et Lauren London.
En 2008, il tourne dans le film En quarantaine mettant en vedette Jay Hernandez et Jennifer Carpenter, et joue le rôle de musicien, Little Walter dans Cadillac Records aux côtés de Jeffrey Wright, lauréat d'un Oscar et Adrien Brody et l'année suivante, il incarne l'un des rôles principaux du thriller Whiteout, où il partage la vedette avec Kate Beckinsale, Gabriel Macht et Tom Skerritt.
En octobre 2008, l'IGN a déclaré que Columbus est en pourparlers pour jouer le fils de Roger Murtaugh dans un cinquième épisode de L'Arme fatale.
En 2012, il intègre le casting de la série Scandal où il interprète le rôle de Harrison Wright, aux côtés de Kerry Washington, ou encore Tony Goldwyn. Son personnage disparaîtra à la fin de la troisième saison car il est renvoyé de la série à cause de ses ennuis judiciaires (une plainte déposée par son épouse pour violences domestiques et une autre accusation concerne une altercation que l’acteur a eue dans un restaurant).

## Filmographie

### Télévision
- 2005 : Amy (Thomas McNab)
- 2005 : Urgences (Loose)
- 2005-2006 :Phénomène Raven (Tre, un membre de Boyz N Motion)
- 2006-2007 : Studio 60 on the Sunset Strip (Darius Hawthorne)
- 2012-2014 : Scandal[4] (Harrison Wright )

### Cinéma
- Street Dancers (You got served) (2004)
- La Guerre des mondes (2005)
- Admis à tout prix (2006)
- Save the Last Dance 2 (2006) : Miles Sultana
- Stomp the Yard ou Steppin (2007) : DJ William
- This Christmas (2007) : Claude Whitfield
- En quarantaine (2008)
- Cadillac Records (2008)
- Whiteout (2009)
- Steppin' 2 (Stomp The Yard 2 : Homecoming, 2009)
- Blindés (2009) : Tyler Hackett
- The Losers (2010) : Pooch
- Panique aux funérailles  (2010) :

## Récompenses et nominations
- Black Reel Awards
  - 2008, Meilleur ensemble : Cadillac Records (Gagnant)
  - 2008, Meilleure performance : Cadillac Records (nommé)

- NAACP Image Award
  - 2009, Meilleur acteur de support : Cadillac Records (nommé)
  - 2008, Acteur remarqué dans long métrage : Stomp the Yard (nommé)

- MTV Movie Awards
  - 2007, Performance en progrès : Stomp the Yard (nommé)
  - 2007, Coup de cœur : Stomp the Yard (avec Meagan Good) (nommé)

- Teen Choice Awards
  - 2007, Meilleure dance : Stomp the Yard (nommé)